# P.C. Hagemann
Peter Heinrich Christoph Hagemann (født 20. marts 1810 i Itzehoe, død 22. august 1853 i København) var en dansk arkitekt, der satte et markant senklassicistisk præg på hovedstaden indtil sin tidlige død i 1853. Mange af Hagemanns bygninger er blevet fredet som sjældne vidnesbyrd om empirens kortlivede fase i dansk arkitektur.
Hagemanns forældre var murer Johann Christoph Hagemann og Catharina Lahann. Han var først uddannet murer, besøgte dernæst Kunstakademiet, hvor han vandt den store sølvmedalje 1842. Han vandt Neuhausens Præmie 1843 og udstillede på Charlottenborg Forårsudstilling 1839 og 1843 (med 4 værker).
Hagemann udfoldede omkring 1840-50 en meget travl virksomhed i København, både i kommunens og i privatfolks tjeneste. 1844-50 opførte han fire store kommuneskoler (bl.a. Sølvgades (1846-47) og Larslejstrædes (1849-50)) og 1845-46 slagterboderne på Nikolaj Plads, der udmærkede sig ved at være den første større jernkonstruktion her i landet. Samtidig hermed havde Hagemann en ikke ringe privat virksomhed, hovedsagelig for hovedstadens første større byggespekulant, grosserer H.P. Lorentzen. For denne opførte han således de endnu velbevarede huse i Nikolaj Plads' vestligste ende og talrige mere beskedne lejehuse i gaderne øst for den senere Skt. Pauls Kirke i Nyboder. Alle disse huse, hvoraf mange – skønt tørre og magre – har holdning, betegner en karakteristisk epoke i Københavns borgerlige arkitektur, klassicismens begyndende opløsning og stilefterligningernes begyndelse. Et godt eksempel på denne dobbelthed ses i de to forskellige forslag til en asymmetrisk ateliervilla på Gammel Kongevej, som Hagemann i 1852 udarbejdede for maleren Niels Simonsen. Det ene var klassicistisk med trekantsgavl, det andet i nygotik med kamtakket gavl, men husets plan og disposition var identisk i begge forslag. Simonsen valgte det nygotiske (villaen er senere revet ned).
Han var ugift. Hagemann døde af kolera under koleraepidemien i København 1853 og er begravet på Assistens Kirkegård.

## Værker
(Alle i København)
- Slagterboder, Nikolaj Plads (støbejern, 1846, nedrevet)
- Sølvgades Skole, Sølvgade (1846-47, fredet)
- Nikolaj Plads 7-13 (1848-49, fredet)
- Nørrevold Skole, Nørre Voldgade 28 (1849-50, tidligere Den forenede Friskole og Larslejstrædes Skole)
- Helsingør Skydebanes hovedbygning (1849-50, ombygget)
- Sankt Annæ Plads 1-3 (1850, påbegyndt af G.F. Hetsch, fredet)
- Sankt Hans Gades skole, Sankt Hans Gade 27 (1851, ombygget af Theodor Sørensen 1862)
- Vingårdsstræde 18-20 (1851, fredet)
- Suhmsgades Skole, Suhmsgade 4 (1851-52, tidligere Vestre Betalingsskole)
- Maleren Niels Simonsens villa, Gammel Kongevej 117 (1852, i nygotik, nedrevet)
- Nikolaj Plads 5 (1853-54, fuldendt senere)
- Vesterbro Apotek, Vesterbrogade 72 (1853-54, fuldendt af P.C. Bønecke, fredet)
- Borgergade 140 og 144 (1854, efter Hagemanns tegninger, fredet)
- Sankt Pauls Gade 8-12 (1854-57, efter Hagemanns tegninger)

### Projekter
- Havneanlæg ved Toldboden (1843, Neuhausens Præmie)
- Forhøjelse af Nørre Voldgade 6 (1847-48)
- Bebyggelse ved Frederiks Kirkeplads (1849)
- Maleren Niels Simonsens villa, nyklassicistisk forslag (1852)